# Актуальні проблеми інноваційної економіки
«Актуальні проблеми інноваційної економіки»— науковий журнал, що видається в Україні і виходить 6 разів на рік. Мова видання: українська, англійська. Засновником є Харківський національний технічний університет сільського господарства імені Петра Василенка.
Згідно рішення № 1390 від 16.11.2023 засновник Державний біотехнологічний університет.
З 2023 року змінено назву - «Актуальні проблеми інноваційної економіки та права»

## Тематика
Висвітлення питань ефективного функціонування підприємств в умовах формування інноваційно-інвестиційної моделі розвитку економіки, актуальних напрямів та новітніх тенденцій теорії та практики сучасного управління, маркетингу і логістики в системі забезпечення соціально-економічного розвитку підприємств, питань фінансової системи та обліково-аналітичного забезпечення виробничих та комерційних процесів в економіці, проблем економічної безпеки.

## Наукові напрями публікацій журналу
- інноваційно-інвестиційні чинники економічного зростання;
- підприємництво, ринки інновацій, товарів і послуг;
- сучасний розвиток сільських територій;
- соціально-економічні ризики;
- інноваційний розвиток та конкурентоспроможність підприємств;
- економіка знань та інтелектуальний потенціал;
- інституціональні проблеми інноваційного розвитку;
- фінансове та обліково-аналітичне забезпечення інноваційних процесів;
- соціально-трудові відносини.

## Редколегія
- Головний редактор - доктор економічних наук, професор Ларіна Т. Ф. (Харків)
- Заступник головного редактора - доктор економічних наук, доцент Москаленко О. В. (Харків)
- Відповідальний секретар - кандидат економічних наук Власенко Т. А.